# Mirăslău
Mirăslău (węg. Miriszló) – wieś w Rumunii, w okręgu Alba, w gminie Mirăslău. W 2011 roku liczyła 813 mieszkańców.